# Wilhelm Holzbauer
Wilhelm Holzbauer (ur. 3 września 1930 w Wiedniu, zm. 15 czerwca 2019) – austriacki architekt, uznany za „pragmatycznego” modernistę. Był uczniem Clemensa Holzmeistera na Akademii Sztuk Pięknych w Wiedniu w latach 1950–1953. W latach 1956–1957 studiował w Massachusetts Institute of Technology jako stypendysta Fulbrighta. W latach 1977–1998 był profesorem na Uniwersytecie Sztuki Stosowanej w Wiedniu.

## Projekty

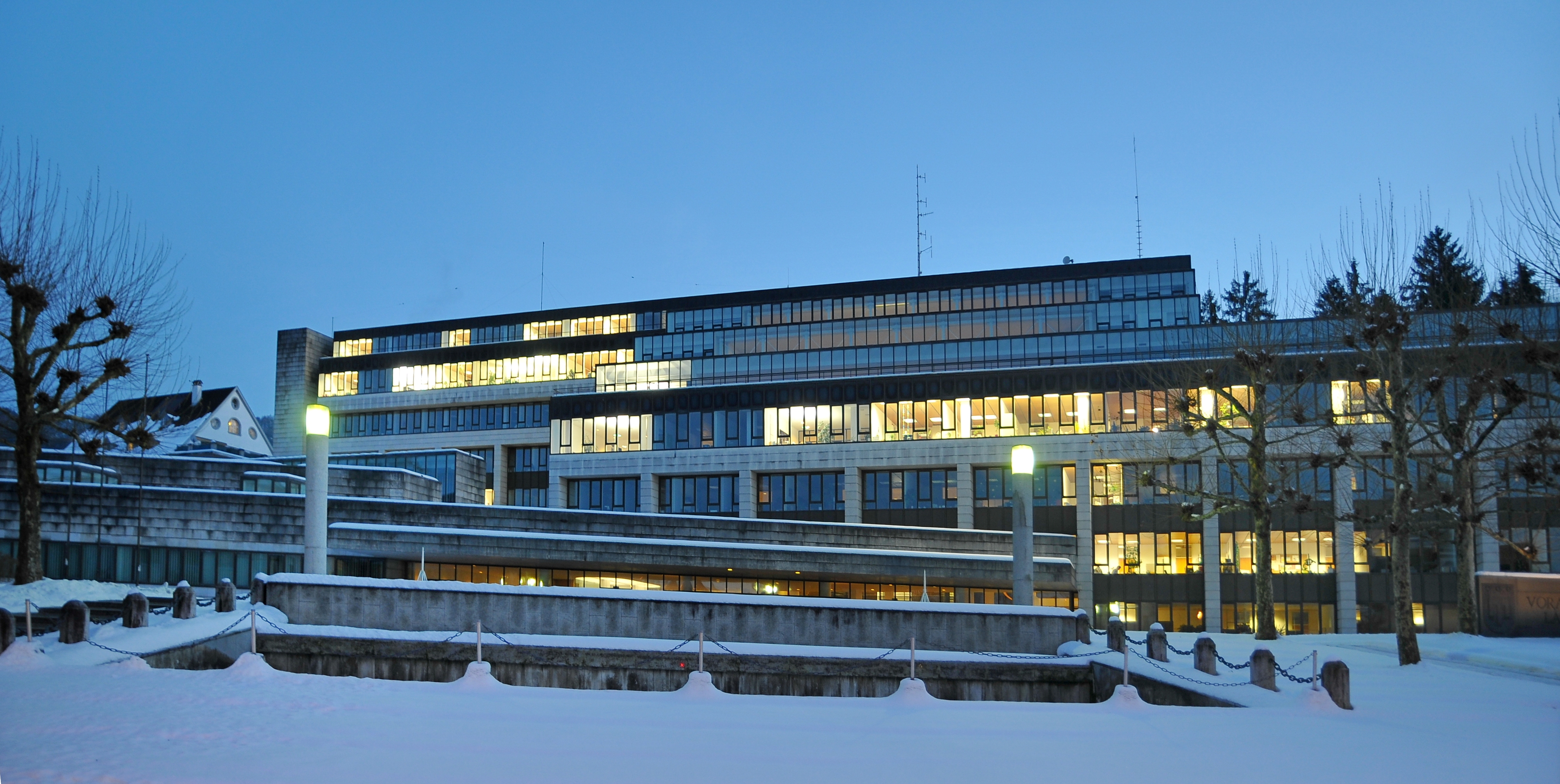
Landhaus Bregenz(inne języki) (1975–81)
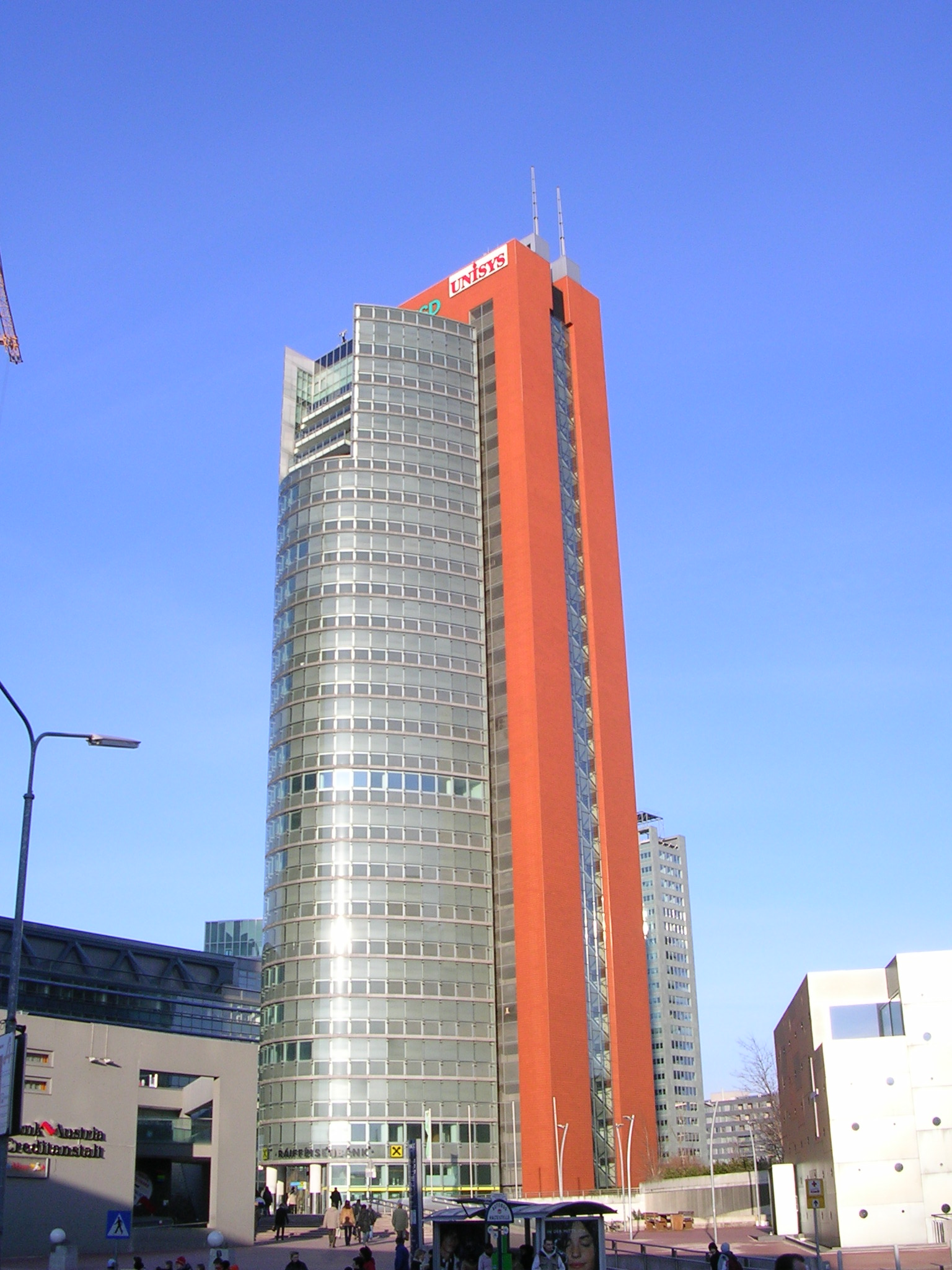
Andromeda-Tower(inne języki) w Wiedniu (1996–98)
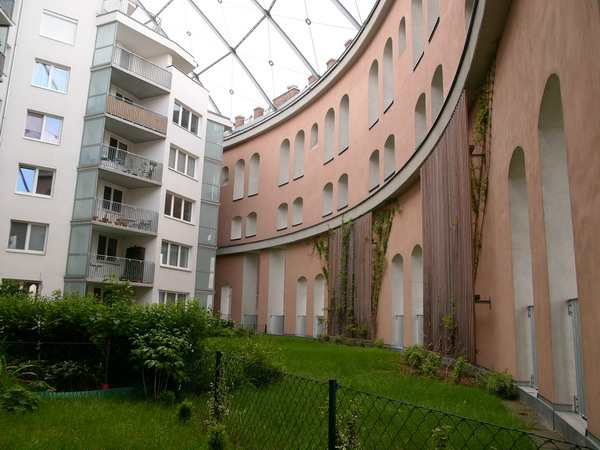
Gasometer, Wiedeń (1999–2001)
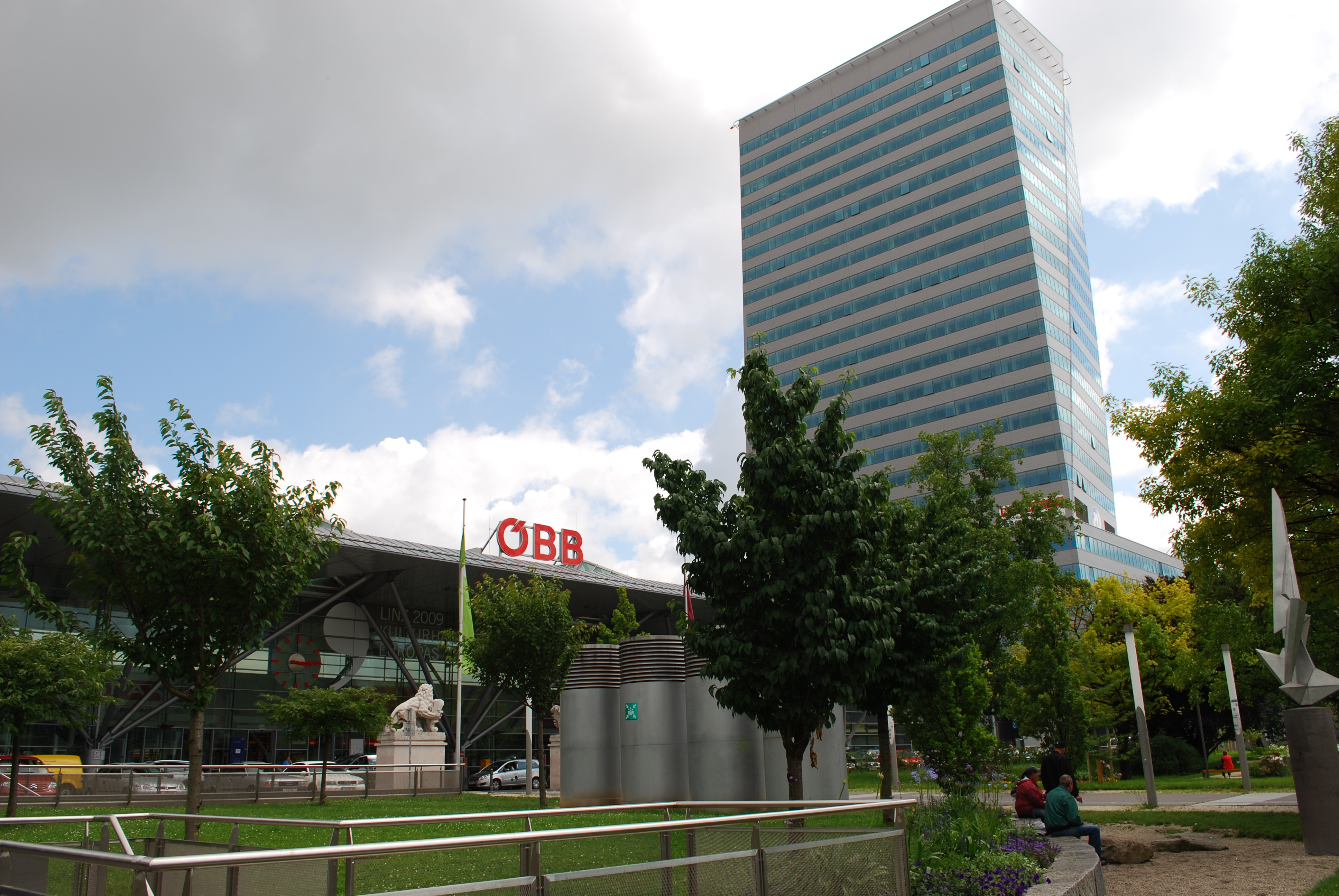
Dworzec Linz Hauptbahnhof (2001–05)
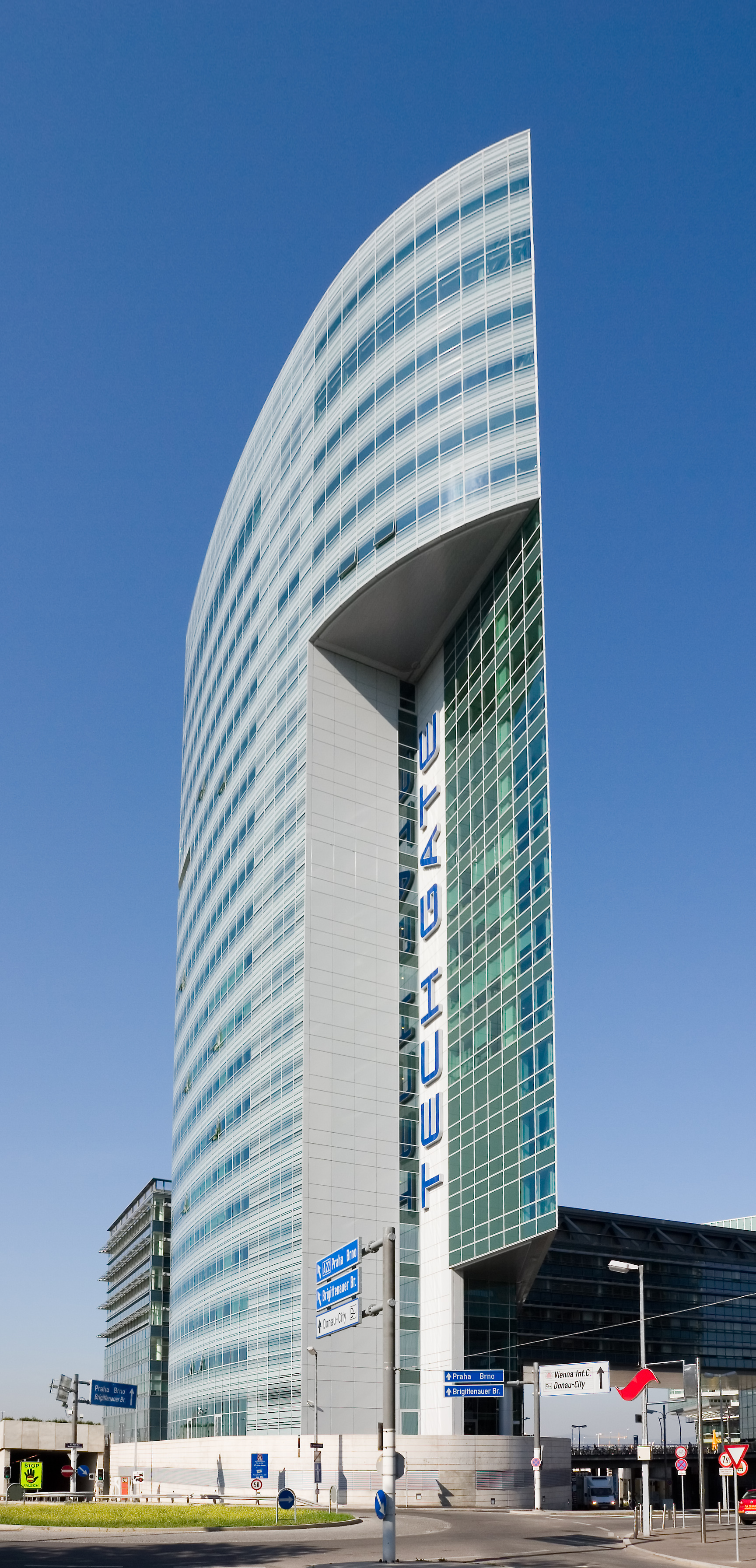
Tech Gate Vienna(inne języki) w Wiedniu (2003–05)